# Poecile
Poecile es un género de aves paseriformes perteneciente a la familia Paridae. Incluye 15 especies dispersas por toda América del Norte, Europa y Asia.

## Especies
- Poecile superciliosus - carbonero cejiblanco;
- Poecile lugubris - carbonero lúgubre;
- Poecile davidi - carbonero de David;
- Poecile palustris - carbonero palustre;
- Poecile hyrcanus - carbonero iraní;
- Poecile hypermelaenus - carbonero barbinegro;
- Poecile montanus - carbonero montano;
- Poecile weigoldicus - carbonero de Weigold;
- Poecile carolinensis - carbonero de Carolina;
- Poecile atricapillus - carbonero cabecinegro;
- Poecile gambeli - carbonero montañés;
- Poecile sclateri - carbonero mexicano;
- Poecile cinctus - carbonero lapón;
- Poecile hudsonicus - carbonero boreal;
- Poecile rufescens - carbonero dorsicastaño.